# Diya Beeltah
Diya Beeltah là một người mẫu Mauritius được trao vương miện Hoa hậu Mauritius 2012. Diya sinh ngày 8 tháng 8 năm 1988 tại Quatre Bornes, Mauritius và theo học trường chính phủ Baichoo Madhoo và lấy bằng cử nhân về Quản trị nguồn nhân lực của Đại học Mauritius. Cô đang theo đuổi bằng cử nhân của mình trong khi thực hiện bước đột phá trong việc làm người mẫu.
Beeltah là thí sinh đầu tiên đại diện cho Mauritius tham gia cuộc thi Hoa hậu Du lịch Thế giới 2012 được tổ chức tại Thái Lan. Sau khi chiến thắng danh hiệu Hoa hậu Mauritius 2012, cô trở thành đại sứ và phát ngôn viên của quốc gia về an toàn giao thông của Cục Cảnh sát Mauritius và Bộ Hạ tầng Công cộng, Đơn vị Phát triển Quốc gia, Đơn vị Phát triển Giao thông và Vận tải Quốc gia. Cô cũng đóng góp cho một tổ chức phi chính phủ trong cuộc chiến chống lại sự lây lan của HIV / AIDS.

## Đầu đời và sự nghiệp
Diya sinh ngày 8 tháng 8 năm 1988 tại Quatre Bornes, Mauritius. Cô theo học trường chính phủ Baichoo Madhoo cho việc học cấp tiểu học của mình sau đó gia nhập Cao đẳng Bon et Perpetuel Secours của Beau-Bassin cho các việc học tập trung học. Diya có bằng BSC về Quản trị nguồn nhân lực từ Đại học Mauritius (UOM) vào năm 2011, cô tuyên bố ý định theo đuổi Thạc sĩ của mình trong cùng lĩnh vực và mong muốn trở thành giảng viên. Diya đang làm trợ lý nghiên cứu tại UOM.